# Alpamayo
Alpamayo (spansk stavemåde), Allpamayu (Quechua Allpa jorden, Mayu floden, "jordens flod"), eller Shuyturahu (Ancash Quechua huytu, shuytu aflange og slanke, Quechua rahu sne, is, bjerg med sne, "aflang snedækket bjerg") er en af de mest iøjnefaldende toppe i Cordillera Blanca i de peruvianske Andesbjerge. Det er opkaldt efter floden Allpamayu som findes nordvest for bjerget. Toppen af bjerget befinder sig 5947 meter over havets overflade.
Det er en stejl (60 graders hældning), næsten perfekt pyramide af is i den nordligste del af massivet Cordillera Blanca. På trods af at toppen er lavere end mange af de omkringliggende toppe, er Alpamayo berømt for dets usædvanlige form og overvældende skønhed.
Alpamayo blev kendt som "det smukkeste bjerg i verden" efter at det tyske magasin "Alpinismus" i juli 1966 viste et foto taget af den amerikanske fotograf Leigh Ortenburger.
8°52′45″S 77°39′12″V / 8.8792°S 77.6533°V